# Gilaspecht
Der Gilaspecht (Melanerpes uropygialis, spanisch [ˈçila-], mex. [ˈhila-]) ist eine Spechtart aus der Gattung  Melanerpes innerhalb der Unterfamilie der Echten Spechte (Picinae). Der sehr ruffreudige, mittelgroße Specht ist ein Charaktervogel der semiariden und ariden Gebiete der südwestlichen USA sowie des nördlichen und zentralen Mexiko.

## Aussehen

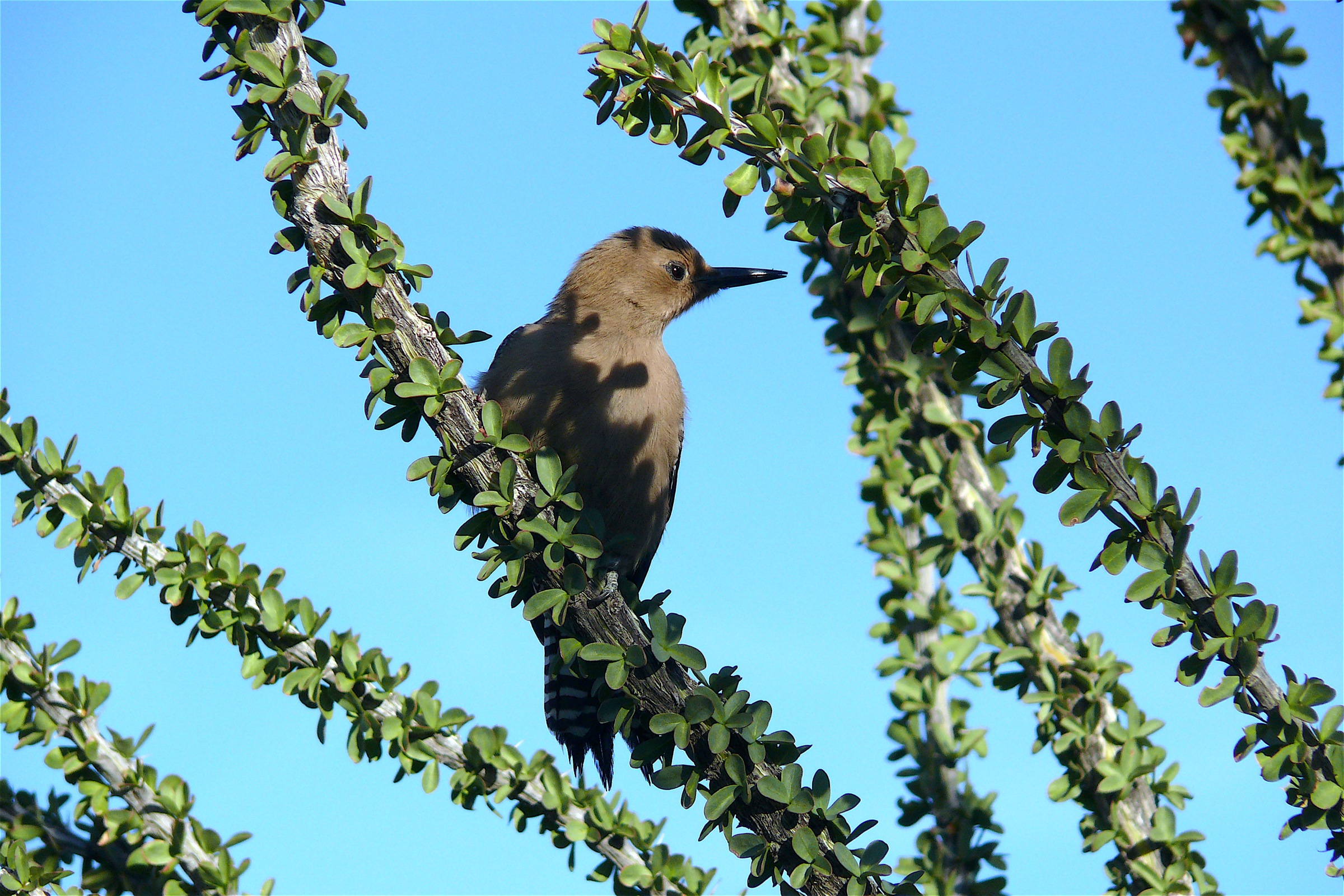
Gilaspecht, Weibchen

Mit einer Körperlänge von etwa 24 Zentimetern und einer Spannweite von durchschnittlich 45 Zentimetern ist der Gilaspecht etwa buntspechtgroß, aber wesentlich kompakter gebaut und massiger als dieser.
Rücken, Oberseite der Flügel sowie die mittleren Steuerfedern sind regelmäßig schwarz-weiß bebändert. Die äußeren Steuerfedern sind schwarz, nur die jeweils äußersten weisen wieder weiße Farbeinschlüsse auf. Der Bürzel ist rein weiß. Nacken, Kopf, Kehle und Brust sowie die obere Bauchhälfte sind zeichnungslos hell lederfarben, zum Steiß hin wechselt diese Farbe ins Gelbliche. Die Unterseite der Steuerfedern ist wie das Gefieder der Oberseite deutlich schwarz-weiß gebändert. Solche Bänderungen weisen auch die Flanken im Bereich des Unterbauches auf. Die Augen sind dunkel rubinrot, der lange, ganz leicht abwärts gebogene Schnabel ist dunkel schiefergrau oder schwarz.
Die Geschlechter sind in etwa gleich groß; einzig deutlich sichtbarer Geschlechtsdimorphismus besteht in der Färbung des Scheitels: dieser ist bei Männchen karmesinrot, bei Weibchen jedoch wie das übrige Kopf-, Kehl- und Brustgefieder gefärbt. Im Flug ist bei beiden Geschlechtern ein markanter weißer Fleck im Bereich des Flügelbugs auffällig.

### Verwechslungsmöglichkeiten
Bei guten Beobachtungsbedingungen ist dieser Specht unverwechselbar. Bei flüchtiger Beobachtung oder schlechter Sicht könnte er mit dem Goldstirnspecht verwechselt werden, mit dem er in einigen Regionen Nordmexikos sympatrisch vorkommt. Dieser etwas größere und auch massigere Specht ist jedoch gut durch die orangerötlichen Nackenabzeichen gekennzeichnet, die beide Geschlechter tragen.

## Verbreitung und Lebensraum

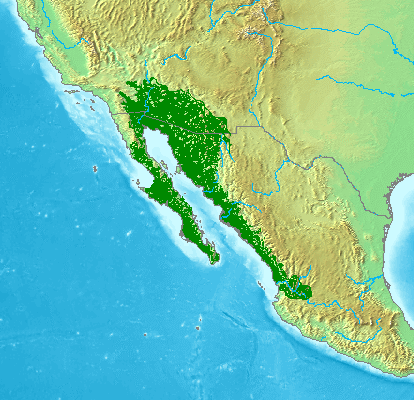
Verbreitungsgebiet des Gilaspechtes

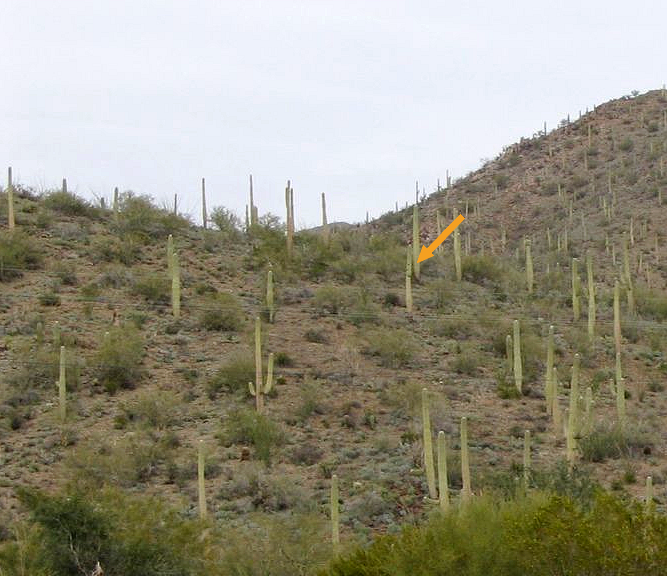
Typisches Habitat des Gilaspechtes in einem Saguaro-Wald in der Nähe von Tucson
oranger Pfeil: Nisthöhle

Die Brutgebiete des Gilaspechtes liegen im Südwesten der USA sowie im Nordwesten Mexikos. In den USA brüten Gilaspechte im Südosten Kaliforniens und im zentralen und südlichen Arizona. Vereinzelt kommt die Art auch im äußersten Süden Nevadas und im Osten Neu Mexikos vor. In Mexiko brüten Gilaspechte im zentralen und südlichen Niederkalifornien sowie in den westlichen, pazifiknahen Bundesstaaten von Sonora südwärts bis Aguascalientes.
In diesem Verbreitungsgebiet besiedelt der Gilaspecht aride und semiaride Landschaften, bevorzugt solche, die mit großen Saguaro-Kakteen bestanden sind. Daneben kommt er aber auch in locker bewaldeten Gebieten, entlang von mit Weiden und Pappeln gesäumten Flussläufen, gelegentlich auch in Palmenbeständen vor. Die regelmäßigen Brutvorkommen erstrecken sich vertikal vom Küstenniveau bis etwa 1000 Meter über NN, die höchstgelegenen Brutplätze wurden in Höhen über 1500 Metern festgestellt.
Die Art ist weitgehend sesshaft, kleinräumige Wanderungen sowie saisonale vertikale Ortsveränderungen werden jedoch beobachtet.

## Nahrung und Nahrungserwerb
Die Art ernährt sich vornehmlich von Insekten; Vegetabilien werden zwar nach Verfügbarkeit regelmäßig aufgenommen, spielen insgesamt aber eine nebengeordnete Rolle. Innerhalb der Insektennahrung überwiegen Zikaden, Ameisen, Termiten und Käfer. Saisonal können Zikaden zur Hauptbeute werden. Quantitativ nicht bedeutsam sind Schmetterlinge. Opportunistisch werden Gelege verschiedener Vogelarten, gelegentlich auch deren Nestlinge, sowie Regenwürmer, kleine Schlangen und Eidechsen erbeutet.
Die vegetabilen  Nahrungsbestandteile bestehen vor allem aus den Früchten und Samen verschiedener Kakteenarten, daneben aber auch aus Beeren, Koniferensamen und Früchten kultivierter Obstarten.
Gilaspechte gewinnen ihre Nahrung vor allem durch Absuchen, Stochern und Bohren. Sie sind nahrungssuchend in allen Bereichen der Bäume und Kakteen ebenso zu finden wie auf dem Boden, wo sie Ameisen- oder Termitennester durch Scharren und Hacken öffnen. Wenn sie während der heißesten Tagesstunden nicht ruhen, trachten sie danach, diese Zeit im schützenden Blätterdach zu verbringen.

## Brutbiologie
Gilaspechte werden am Ende ihres ersten Lebensjahres geschlechtsreif; ob Einjährige regelmäßig zur ersten Brut schreiten, ist ebenso wenig bekannt wie die Dauer der Paarbindung.
Die Nisthöhle wird von beiden Partnern bevorzugt in Saguaros  angelegt. Nach dem Aushacken der Nisthöhle muss diese einige Wochen austrocknen, bevor sie benutzt werden kann; häufig werden deshalb gleich nach dem Brutgeschäft Nisthöhlen für das nächste Jahr gebaut. Wo keine Saguaros zur Verfügung stehen, zimmern Gilaspechte ihre Nisthöhlen auch in Bäumen, insbesondere in Palmen oder Pappeln. Oft usurpieren andere Vögel wie verschiedene Eulenarten Nisthöhlen dieser Spechtart. In manchen Regionen wird der eingeführte europäische Star zu einem ernst zu nehmenden Nistplatzkonkurrenten.
Die Hauptbrutzeit liegt zwischen Mitte April und Mitte Mai, frische Gelege können aber bis Mitte September gefunden werden.
Mehrfachbruten sind nicht nur bei Gelegeverlust häufig, gelegentlich kommt es sogar zu drei Bruten im Jahr. Das Gelege besteht meist aus 4–5 (3–6) ovalen, reinweißen Eiern. Es wird von beiden Eltern etwa 14 Tage bebrütet. Die Dauer der Nestlingszeit, während der beide Eltern die Küken betreuen, ist nicht genau bekannt, dürfte jedoch bei etwa 4 Wochen liegen. Auch über die Dauer der Führungszeit sowie über das Jugenddispersal liegen keine Informationen vor.

## Systematik
Der Gilaspecht ist sehr nahe mit dem Carolinaspecht (Melanerpes carolinus), dem Hoffmannspecht (Melanerpes hoffmannii), dem Bahamaspecht (Melanerpes superciliaris) und dem Goldstirnspecht (Melanerpes aurifrons) verwandt; mit letzterem hybridisiert er in Mexiko gelegentlich.
Vom Gilaspecht werden einige Unterarten beschrieben, drei sind allgemein anerkannt. Die Nominatform Melanerpes uropygialis uropygialis (Baird, SF, 1854), die im gesamten Festlandbereich des Verbreitungsgebietes vorkommt, die etwas kleinere Unterart Melanerpes uropygialis brewsteri (Ridgway, 1911) von der Südhälfte der Baja sowie die sehr dunkle Rasse Melanerpes uropygialis cardonensis (Grinnell, 1927) vom zentralen und nordöstlichen Teil der Baja.

## Bestandssituation
Genaue quantitative Bestandanalysen liegen nicht vor. Grobe Schätzungen geben eine Gesamtbestandsgröße von über 3 Millionen Individuen an. Regionale Untersuchungen erbrachten unterschiedliche Ergebnisse, doch kann insgesamt von einem leichten Bestandsrückgang ausgegangen werden. Zurzeit ist der Gilaspecht in keiner Gefährdungsstufe verzeichnet.

## Etymologie und Forschungsgeschichte
Spencer Fullerton Baird beschrieb den Gilaspecht unter dem Namen Centurus uropygialis. Als Fundort des Typusexemplar gab er die  den Bill-Williams-Fork-Fluss, einen Seitenarm des Colorado River, an. Es war auch William Swainson der erstmals die neue Gattung Melanerpes für den Rotkopfspecht (Melanerpes erythrocephalus (Linnaeus, 1758)) einführte. Erst später wurde auch der Gilaspecht dieser Gattung zugeordnet. Dieser Name ist ein Gebilde aus den griechischen Worten »melas, melanos, μελας, μελανος« für »schwarz« und »herpēs, herpō ἑρπης, ἑρπω« für »Kriecher, kriechen«. Das Artepitheton »uropygialis« leitet sich vom lateinischen »uropygium« bzw. vom griechischen »ouropygion ουροπυγιον« für »Bürzel« ab. »Brewsteri« wurde zu Ehren des Zoologen William Brewster vergeben. »Cardonensis« leitet sich vom mexikanischen Wort »cardón« für eine Distel ab, was sich wiederum auf die Kaktusart Pachycereus in Niederkalifornien bezieht, die zum Lebensraum dieser Unterart gehört.